# Haldenstein
Haldenstein (in der Ortsmundart Haaldeschtai [ˈhaːldəˌʃtɑj], rätoromanisch Lantsch sutⓘ) ist eine Ortschaft, die zum Bündner Hauptort Chur gehört. Das 960 erstmals bezeugte Dorf, im Mittelalter Zentrum einer Herrschaft und in der jüngeren Neuzeit eine eigenständige politische Gemeinde, liegt am linken Ufer des Rheins. Am 1. Januar 2021 fusionierte die damalige Gemeinde Haldenstein mit Chur.

## Geographie

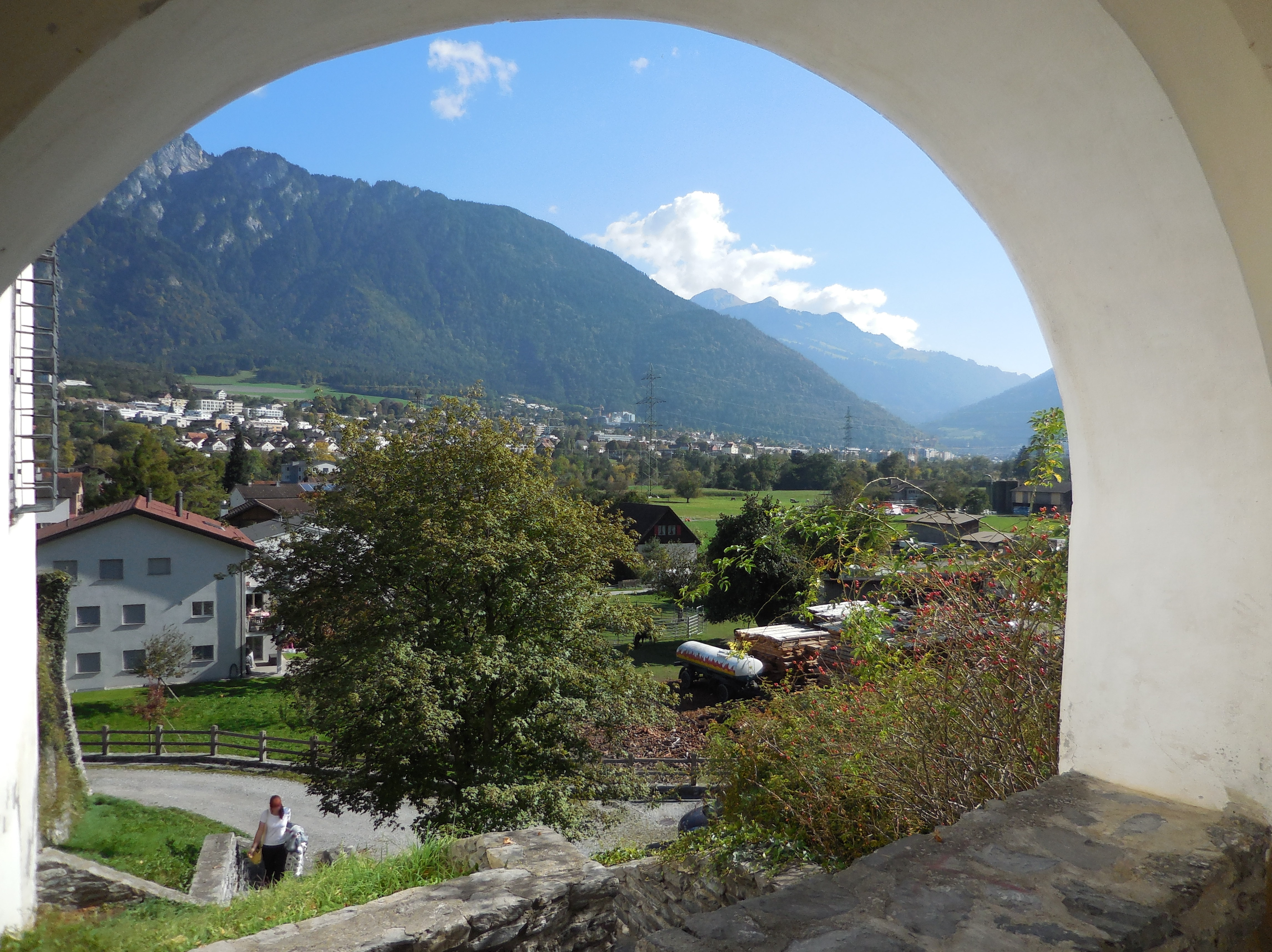
Blick vom Schloss Richtung Chur

Haldenstein liegt 3 km nördlich von Chur auf der linken Rheinseite. Der Gemeindebann erstreckte sich vom Fluss, der auf rund 6 km Länge die Südostgrenze bildet und den mit 540 m ü. M. tiefsten Punkt markiert, bis hinauf zum Grat des Calandamassivs, wo am Haldensteiner Calanda mit 2804 m ü. M. die grösste Höhe erreicht wird. Weder die Spitze des Haldensteiner noch des Felsberger Calandas gehören zum Territorium. Neben dem Haufendorf Haldenstein umfasste die ehemalige Gemeinde eine Reihe von Maiensässen am Calandahang, so auch den bis 1868 ganzjährig bewohnten Weiler Batänja (1400 m).
18 % des Gemeindegebietes waren unproduktiv, 54 % bewaldet, und 26 % wurden landwirtschaftlich genutzt, wobei nur 5 % Wies- und Ackerbauland im Talgrund, der Rest Alpweide darstellen. Nachbargemeinden waren die Stadt Chur, Felsberg, Untervaz, Trimmis (alle Kanton Graubünden) sowie Pfäfers im Kanton St. Gallen.

### Geologie

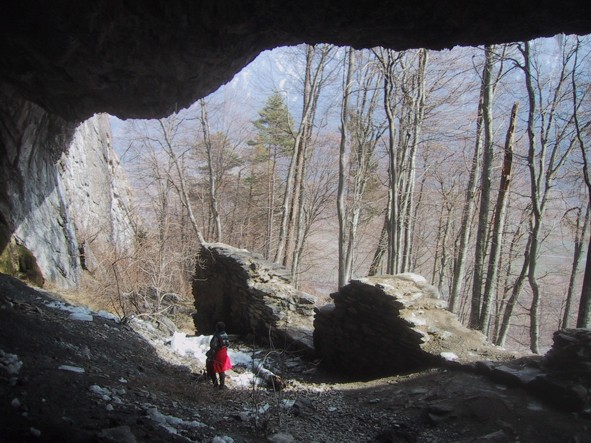
Ruine Grottenstein

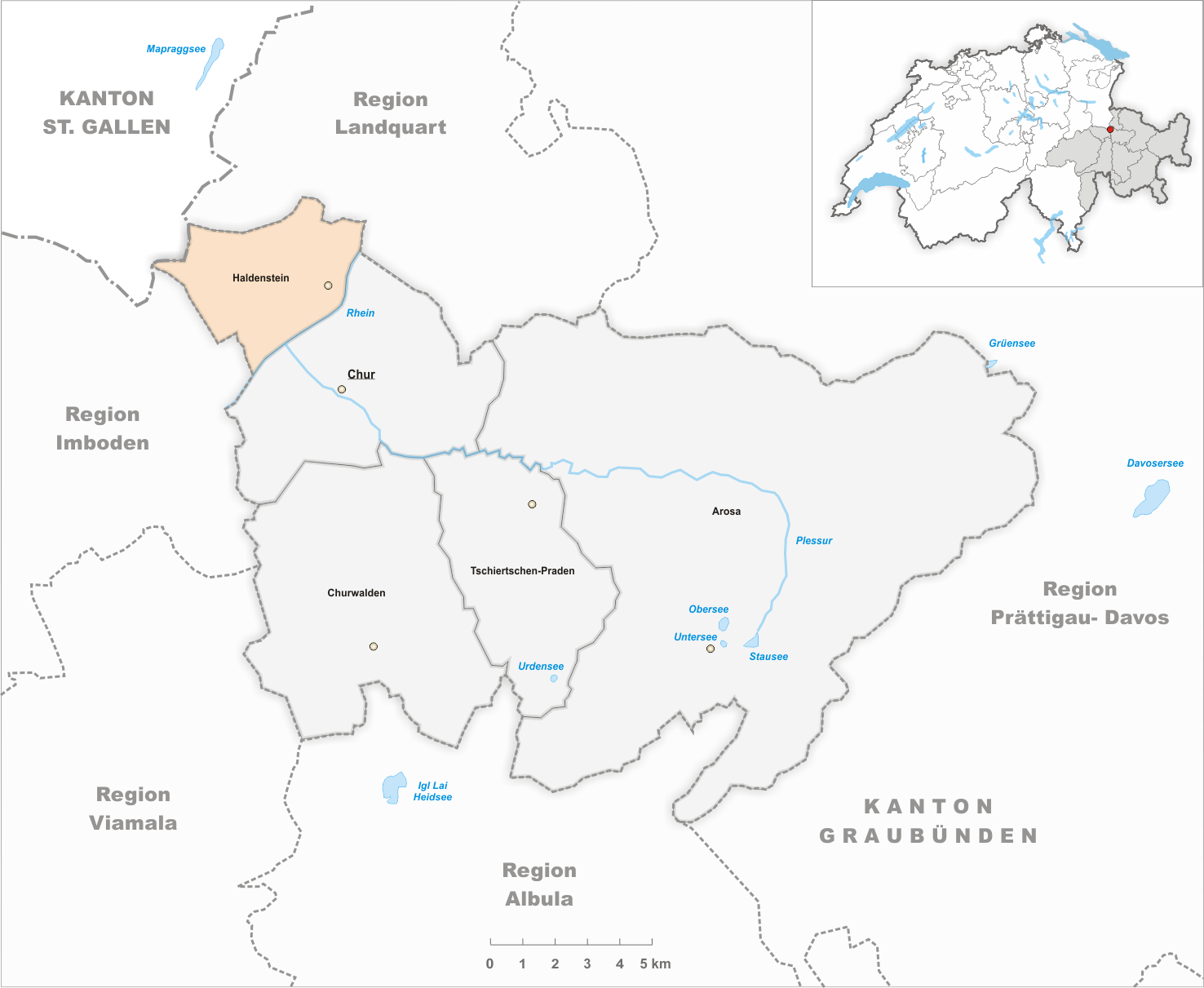
Gemeindestand vor der Fusion am 1. Januar 2021

Der Calanda wird zu einem grossen Teil von Kalkgesteinen aufgebaut, die dem helvetischen Ablagerungsraum zugeordnet werden. Es kommen mehrere übereinander liegende Gesteinsschuppen vor. Malmkalke bilden die Gesteinsplatten westlich von Haldenstein. Kreidekalke formen unter anderem die markante Felsrippe, die vom Klettergarten über die Ruine Lichtenstein zur Ruine Grottenstein zieht. Daneben kommen in den Kreideschuppen gegen den Calanda hinauf auch Mergellagen vor. Der Calanda ist geringmächtig von Moränenablagerungen bedeckt. Im nördlichen Teil von Haldenstein wird der Untergrund von Felssturzblöcken aufgebaut.

## Geschichte

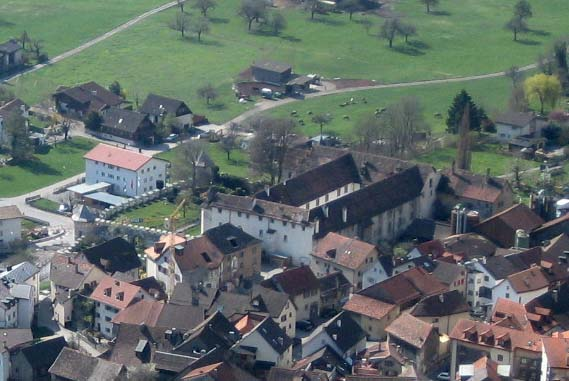
Schloss Haldenstein

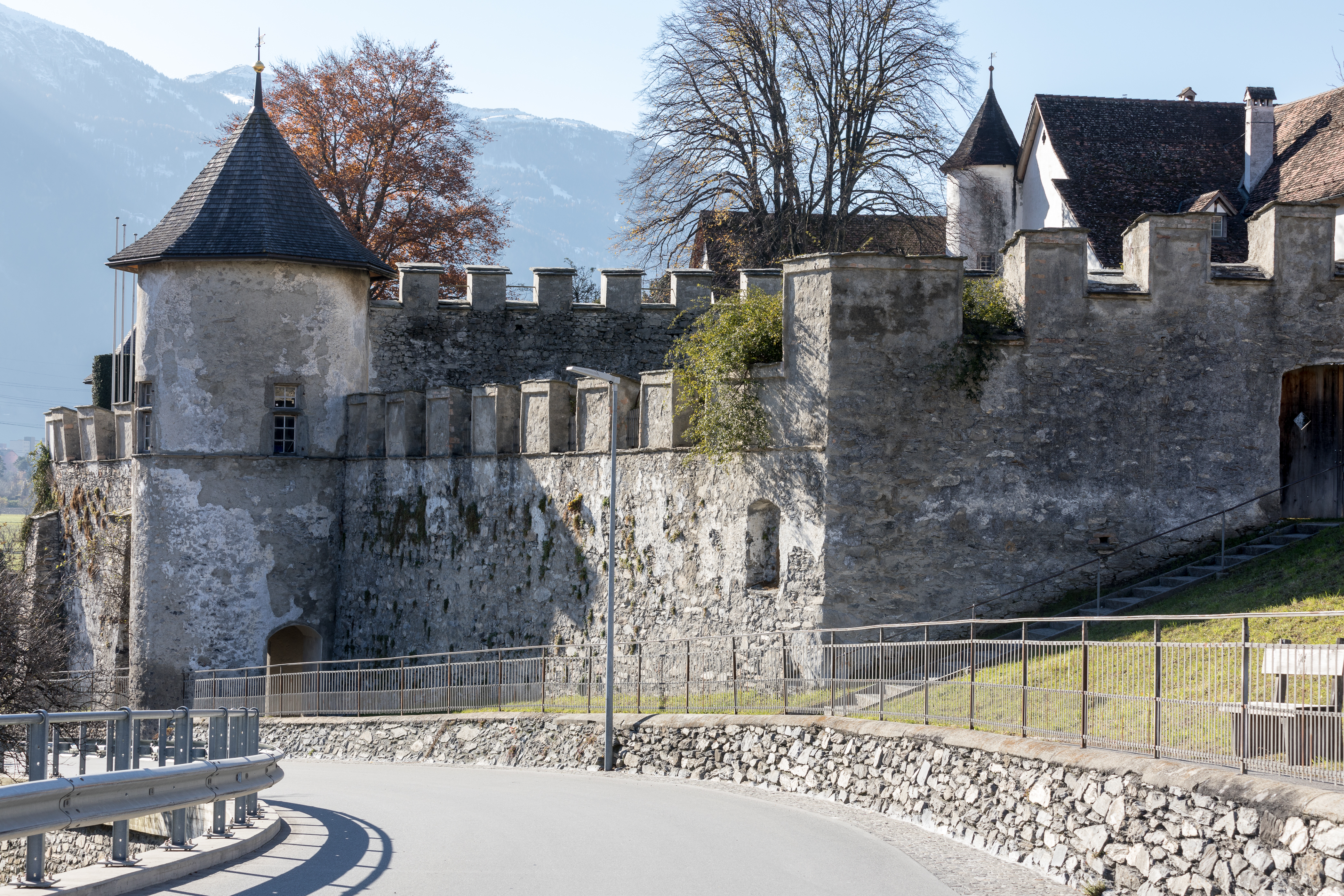
Mauern der Schlossanlage Haldenstein

Luftbild von Werner Friedli von 1957

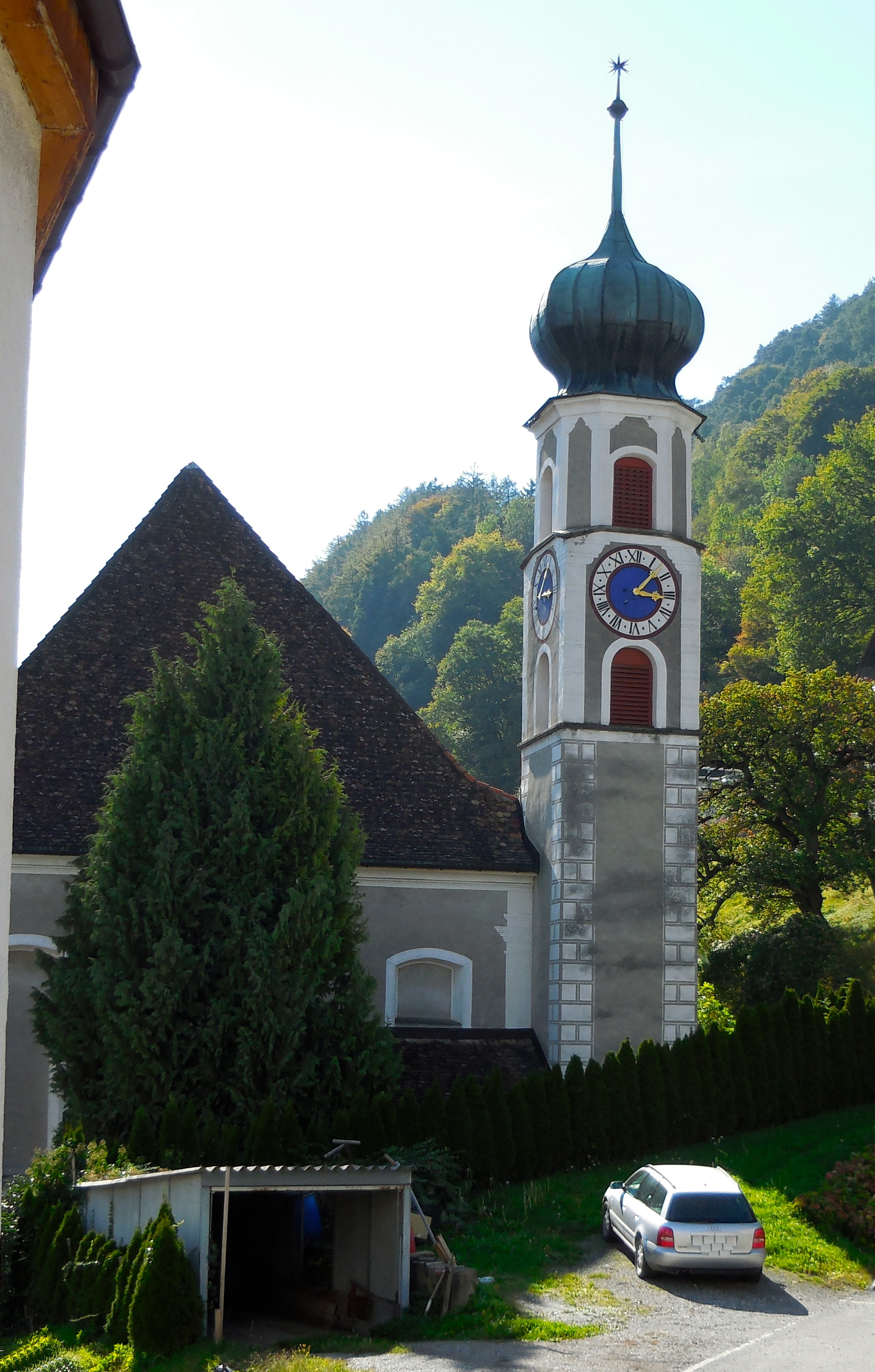
Reformierte Kirche

Die frühesten archäologischen Funde in Haldenstein stammen aus der Jungsteinzeit und wurden bei der Ruine Lichtenstein gemacht. Im Dorfgebiet konnte eine spätbronzezeitliche Besiedlung nachgewiesen werden (um 800 v. Chr.). Im Schloss Haldenstein fand man römische Siedlungsreste. Urkundlich erwähnt wurde das Dorf wahrscheinlich erstmals 1149 als Herkunftsbezeichnung zum Personennamen Iohannes de Lanze. 1375 erscheint der Ortsname als Lentz inferior («Unterlenz»); die Entsprechung des zur Unterscheidung von Oberlenz benutzten Zusatzes lebt im heutigen romanischen Namen Lantsch sut fort. Mit dem Übergang zur deutschen Sprache ersetzte ab dem 14. Jahrhundert der Name der oberhalb des Dorfs gelegenen Burg Haldenstein die ältere Siedlungsbezeichnung, deren Herkunft nicht geklärt ist.
Im 13. und 14. Jahrhundert besassen die Ritter von Haldenstein Burg und Dorf als Lehen des Bistums Chur. 1424 erwarb Peter von Grifensee alle Hoheitsrechte, so dass Haldenstein von nun an (bis 1803) eine autonome Freiherrschaft war, unabhängig von den Drei Bünden. Nach mehreren Eigentümerwechseln gelangte 1542 der französische Gesandte Jean Jacques de Castion durch Heirat in den Besitz des Zwergstaats. 1544–1548 entstand das neue Schloss, welches die Burg als Herrschaftsmittelpunkt allmählich ablöste. 1558 entschieden die eidgenössischen Orte, dass die Schirmherrschaft über Haldenstein den Drei Bünden zukomme, was allerdings erst 1568 durch Gregor Carl von Hohenbalken als Herrn von Haldenstein anerkannt wurde.
Auch in den folgenden Jahrhunderten mussten sich die Haldensteiner mit häufig wechselnden Herren arrangieren. Thomas von Schauenstein erhielt 1612 vom Kaiser das Münzrecht, was zum Prägen von Gold- und Silbermünzen ausgenützt wurde. Er führte 1613 bis 1616 die Reformation ein, worin er von den evangelischen Churer Pfarrern Georg Saluz und Johann Pontisella kirchlich unterstützt wurde. 1701 ging die Herrschaft an die Herren von Salis. Johann Luzius von Salis hob im selben Jahr die Leibeigenschaft auf. Die Herrschaft war aber weiterhin nicht Teil der Drei Bünde.
1803 kam Haldenstein zu Graubünden. 1825 brannte ein grosser Teil des Dorfes ab. 1943 erfasste ein vom Zielgebiet des Churer Schiessplatzes ausgehender Waldbrand den ganzen Calandahang, verschonte aber das Dorf.
Im November 2019 stimmten die Bürger über eine Fusion mit der Stadt Chur ab. Das Ergebnis war äusserst knapp. 253 Personen stimmten mit Ja, 251 stimmten mit Nein. Im Februar 2020 stimmten die Churer Bürger über die Fusion ab. Wie erwartet stimmten 80 % für eine Fusion mit Haldenstein.

## Wappen
| Wappen von Haldenstein | Blasonierung: «In Silber ein pfahlgestelltes schwarzes Steinbockhorn mit Hornwurzel.» |
| Wappen von Haldenstein | Wappenbegründung: Wappen der Herren von Haldenstein                                   |

## Bevölkerung
Die Bevölkerungszahl von Haldenstein nahm in den letzten 200 Jahren im Ganzen und im letzten Drittel des 20. Jahrhunderts, nach einem zwischenzeitlichen Einbruch, deutlich zu.
| Jahr          | 1803 | 1850 | 1900 | 1950 | 1960 | 1970 | 1980 | 1990 | 2000 | 2005 | 2010 | 2020 |
| ------------- | ---- | ---- | ---- | ---- | ---- | ---- | ---- | ---- | ---- | ---- | ---- | ---- |
| Einwohnerzahl | 349  | 492  | 464  | 521  | 504  | 478  | 671  | 677  | 808  | 894  | 1003 | 1087 |

## Wirtschaft

Bahnhof Haldenstein 1958

In Haldenstein finden 274 Personen Beschäftigung, wovon immerhin noch 13 % im primären Sektor (Landwirtschaft), 44 % im sekundären (Industrie/Gewerbe) und 43 % im Dienstleistungssektor arbeiten (Stand 2002). Rund zwei Drittel der Bewohner von Haldenstein finden ausserhalb Arbeit, zum Beispiel in Chur. Neben Landwirtschaftsbetrieben gibt es in Haldenstein Gewerbe- und Industriebetriebe – Bäckerei, Schreinerei, Metallbau, Verpackungsmaschinenbau, Kieswerk. Seit Frühjahr 2013 steht mit der Windenergieanlage Calandawind in Haldenstein die erste grosse Windenergieanlage des Kantons Graubünden. Diese soll so viel Elektrizität produzieren, wie in Haldenstein verbraucht wird.

### Verkehr

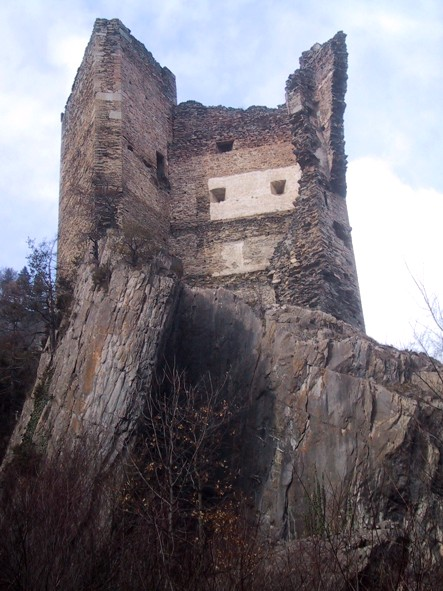
Burg Haldenstein

Haldenstein liegt nahe dem Autobahnanschluss Chur-Nord an der A13. Ans Netz des öffentlichen Verkehrs ist sie mit der (jenseits des Rheins gelegenen) Station Haldenstein der Rhätischen Bahn sowie der Churer Stadtbuslinie 3 angeschlossen.

## Kultur und Sehenswürdigkeiten
- Reformierte Kirche von 1732

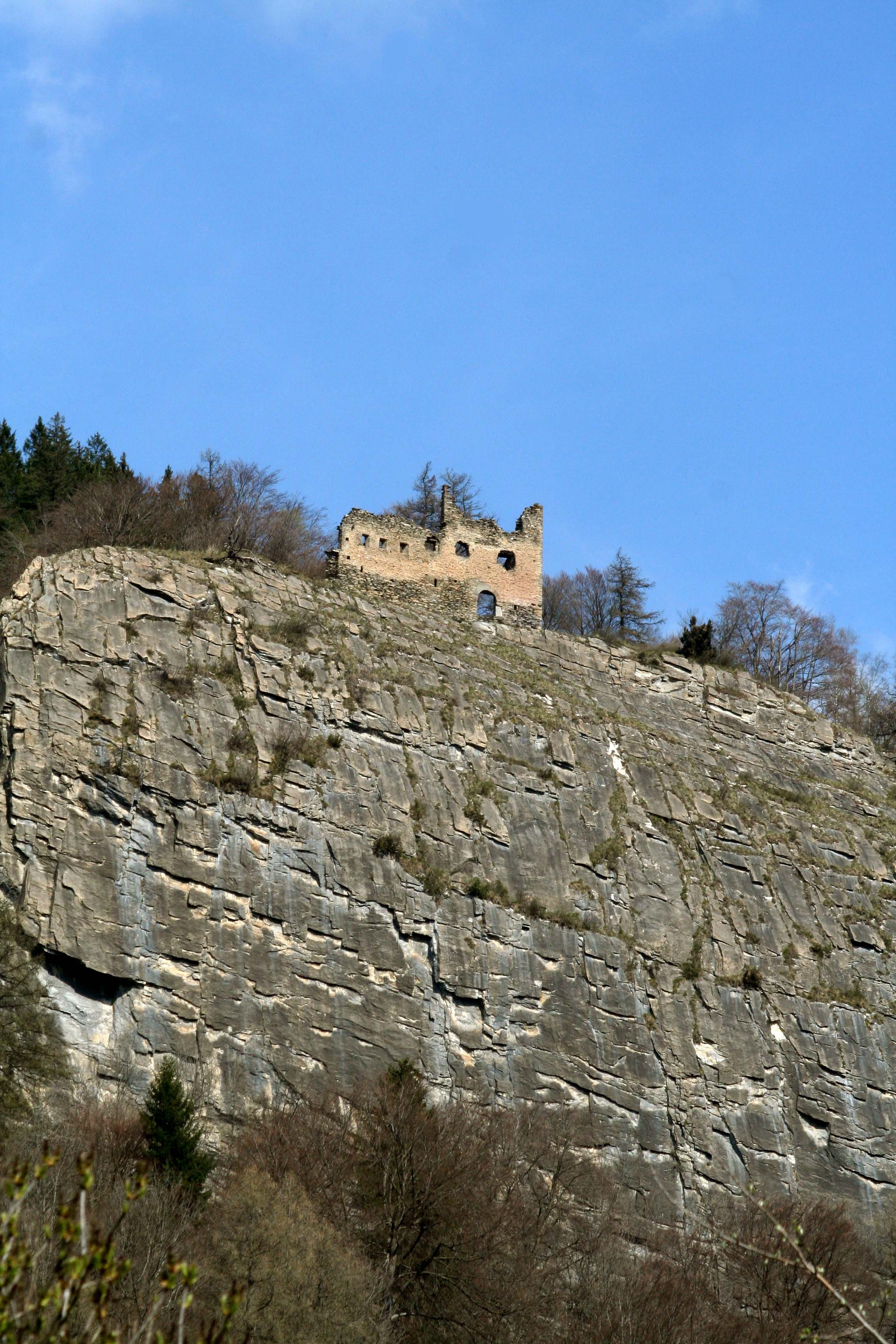
Burg Lichtenstein

- Burg Haldenstein. Die im 12. Jahrhundert erbaute Stammburg der Ritter von Haldenstein war mindestens bis 1695 bewohnt. Im 18. Jahrhundert verfiel sie zusehends, wozu auch ein Erdbeben 1787 massgeblich beitrug. Neben dem dreieckigen Bergfried mit fünf Geschossen haben sich Mauerreste des Wohntrakts erhalten.
- Burg Lichtenstein, volkstümlich Katzenburg genannt. Die Feste der 1180 erwähnten, wohl mit den Rittern von Haldenstein verwandten Herren von Lichtenstein stammt aus derselben Epoche. Sie wurde bereits im 16. Jahrhundert als Ruine bezeichnet.
- Burg Grottenstein. Von der unter einem Felsvorsprung gelegenen Höhlenburg fehlen urkundliche Zeugnisse. Ein rund 20 m langer Abschnitt der Frontmauer ist noch vorhanden.
- Schloss Haldenstein. Das im 16. Jahrhundert im Renaissancestil am Dorfrand erbaute Schloss wurde 1732 nach einem Brand erneuert. Seit 1701 im Besitz der Salis-Maienfeld, beherbergte es 1763–1771 eine Erziehungsanstalt des Philanthropismus. Heute wird das seit 1966 einer Stiftung gehörende, von 1986 bis 2005 restaurierte Gebäude von der Gemeindeverwaltung und vom Archäologischen Dienst des Kantons genutzt. Seit 2001 wird im Zweijahresrhythmus im Schloss eine Freiluftoper durch die Kammerphilharmonie Graubünden unter der Leitung von Marcus R. Bosch aufgeführt.
- Doppelhaus Räth, 1983, Architekt: Peter Zumthor mit Ingenieur Andrea Branger
- Ensemble Zumthor: Atelier Zumthor, 1986[13] und Wohn- und Atelierhaus Zumthor, 2004[14], Architekt: Peter Zumthor
- Haus Clavuot-Merz, 2002, Architekt: Conradin Clavuot[15]

## Persönlichkeiten
- Peter Zumthor (* 1943), Architekt, lebt und arbeitet in Haldenstein
- Peter Conradin Zumthor (* 1979), Musiker (Schlagzeug u. a.), geboren und aufgewachsen in Haldenstein
- Josias Gasser (* 1952), Unternehmer, Politiker, lebt und ist heimatberechtigt in Haldenstein
- Gimma (* 1980), Rapper, lebt in Haldenstein
- Philipp Gurt (* 1968), Schriftsteller, lebt in Haldenstein